# Terratrèmol de la mar Egea de 2020
El terratrèmol de la mar Egea de 2020 va ser un sisme de magnitud 7 segons l'USGS, i de magnitud 6,6 segons les autoritats turques, que va ocórrer el 30 d'octubre de 2020 amb l'epicentre situat al mar Egeu, a uns 60 quilòmetres al sud-oest de la ciutat turca d'Esmirna, la població més afectada, i al nord de l'illa grega de Samos. Es va notar fins a Istanbul i Atenes.
A la ciutat d'Esmirna, 17 edificis van caure o van patir danys seriosos, i és la que va patir més morts. A Samos, on es van produir dues víctimes mortals, els danys més visibles es van produir a la ciutat de Vathý, la principal localitat de l'illa, mentre que a Karlovasi part de la façana de l'emblemàtica església de la Mare de Déu es va esfondrar.
El tsunami conseqüència del terratrèmol va inundar la ciutat turca de Seferihisar, a tan sols 17 quilòmetres de l'epicentre, va causar una mort en la zona i també va afectar poblacions de Samos.
Segons les autoritats turques, es van registrar fins a 1.855 rèpliques i el total de víctimes mortals s'elevaria a 116, de les quals 114 a Turquia. Comparat amb els que recentment han afectat Turquia, queda lluny dels 18.000 morts pels dos terratrèmols del 1999, també per baix del terratrèmol de Van del 2011, que va causar més de 500 morts, i per damunt del terratrèmol d'Elazığ que, a principis de gener, havia matat 41 persones. El dimarts 3 de novembre, 90 hores després del sisme, els equips de rescat encara van aconseguir treure del runam, en quasi perfectes condicions, una nena de 4 anys.